# Comuna Cervonoarmiiske, Iakîmivka
Cervonoarmiiske (în ucraineană Червоноармійське) este o comună în raionul Iakîmivka, regiunea Zaporijjea, Ucraina, formată din satele Cervonoarmiiske (reședința), Hvardiiske și Zernove.

## Demografie
Componența lingvistică a comunei Cervonoarmiiske
     Rusă (74,4%)
     Ucraineană (25,08%)
     Alte limbi (0,3%)
Conform recensământului din 2001, majoritatea populației comunei Cervonoarmiiske era vorbitoare de rusă (74,4%), existând în minoritate și vorbitori de ucraineană (25,08%).